# 印度若棘鮗
印度若棘鮗為輻鰭魚綱鱸形目鱸亞目七夕魚科的其中一種，分布於印度洋區，包括東非、塞席爾群島、南非、阿曼、印度等海域，棲息深度可達7公尺，體長可達5公分，棲息在安靜、海草生長的海域，屬肉食性，雄魚有護卵的行為。

## 擴展閱讀
維基物種上的相關：印度若棘鮗